# Džeriko (TV serija)
Džeriko (engl. Jericho) je američka naučnofantastična televizijska serija koja prati život stanovnika istoimenog grada u Kanzasu posle nuklearne eksplozije. Serija ima ukupno 29 epizoda, koje su emitovane u dve sezone na američkoj televiziji CBS (Si-Bi-Es). U Srbiji se serija emituje na televiziji B92.

## Sinopsis
Radnja serije je smeštena u zemljoradnički gradić Džeriko u Kanzasu u kojem život obiluje tračevima. Serija počinje detonacijom nepoznatog porekla blizu Denvera. Kada stanovnici shvate da nema stuje i da ne postoji nikakva komunikacija sa spoljašnim svetom, na ulicama Džerika nastaje panika, a svakodnevnica se pretvara u puko preživljavanje. Neki se predaju u očaju, u nekima se budi ono najgore, a neki postaju heroji. Jedan od takvih je i glavni lik serije, Džejk Grin, tridesetdvogodišnji sin Džonstona Grina, gradonačelnika Džerika i jedinog lekara u gradu. Džejk se na kratko vraća u svoj rodni grad da poseti rodbinu i prijatelje, neposredno pre nuklearne eksplozije. Nakon što reši nesuglasice sa ocem, Džejk postaje vođa grada, boreći se da sačuva stabilnost u gradu i mir među stanovnicima. Dok se stanovnici Džerika bore da prežive u novonastaloj situaciji, nisu ni svesni da jedan od skorašnjih doseljenika Robert Hovkins zna zbog čega je došlo do nuklearnog napada. Naime, Robert se sa ženom i dvoje dece doselio iz Vašingtona u Džeriko tri dana pre nuklearnog napada.

## Glavne uloge
Glavne uloge tumače:
- Skit Ulrik kao Džejk Grin
- Džerald Makrejni kao Džonston Grin
- Pamela Rid kao Gejl Grin
- Kenet Mičel kao  Erik Grin
- Leni Džejms kao Robert Hokins
- Ešli Skot kao Emili Salivan
- Majkl Gaston kao Grej Anderston

## Uvodna špica
Svaka epizoda počinje prenošenjem signala morzeovom azbukom. Svaka poruka ima 15 signala u minuti i prenosi se frekvencijom od 1000 Hz. Svaka poruka u najavnoj špici se odnosi na određenu epizodu. 

## Zanimljivosti
- Iako je radnja serije smeštena u Kanzasu, serija se snimala u Kaliforniji.
- Snimanje serije je prekinuto nakon 22 epizode prve sezone zbog slabe gledanosti. Ipak, na zahtev fanova, CBS je nastavio sa snimanjem serije. Snimljeno je sedam epizoda druge sezone, nakon čega je emitovanje serije definitivno prekinuto.

## Spojašnje veze
- Zvanični sajt